# Senecio paulensis
Senecio paulensis là một loài thực vật có hoa trong họ Cúc. Loài này được Bong. miêu tả khoa học đầu tiên.